# Orthotrichum splachnoides
Orthotrichum splachnoides là một loài rêu trong họ Orthotrichaceae. Loài này được Froel. ex Brid. mô tả khoa học đầu tiên năm 1812.